# Erjon Xhafa
Erjon Gani Xhafa (Tirana, 31 mei 1982) is een Albanees voormalig voetballer die doorgaans speelde als centrale verdediger. In 2014 verruilde hij KS Kastrioti Krujë voor Dinamo Tirana waarna hij dat seizoen zijn loopbaan beëindigde.
Hij speelde drie interlands voor het nationaal elftal in 2006 en 2007.
Erjon Xhafa is een zoon van oud-voetballer Gani Xhafa.